# Kaste
En kaste er en arvelig socialklasse, særligt i det traditionelle indiske samfund.
Inden for hinduismen spiller kastetilhørsforhold en betydelig rolle og kasterne opfattes ofte som gudgivne, medens andre indiske religiøse bevægelser som buddhismen og sikhismen forkaster kastesystemet og appellerer til de lavere kaster.

## Kasterne
Det danske ord kaste dækker over to forskellige indiske ord, nemlig varṇa ("farve, kvalitet") og jāti (fødsel). I Indien er jātierne ofte den vigtigste kategori, da det primært er medlemskab af en bestemt jāti, der bestemmer, hvilke sociale normer, man er underlagt, og hvem man kan gifte sig med. Jātierne er som regel associeret med en bestemt samfundsfunktion i det indiske samfund og tilhørsforholdet til en bestemt jāti afspejles ofte i efternavnene. Der findes mange tusinder jātier, men de grupperes normalt i fire hovedgrupper, nemlig varṇaerne. De beskrives i Manus Lovbog 1. 87-91:
- brahminerne – Præster, lærde, skal formidle den hellige viden og varetage religionen
- kshatriyaerne – Høvdinger og krigere, skal beskytte folket og foranstalte ofre
- vaishyaerne – Handelsfolk, håndværkere og jordbesiddere, skal holde kvæg, sørge for, at jorden dyrkes og drive handel
- sudraerne – Tjenerne, skal udføre manuelt arbejde for de øvrige kaster

Uden for kastesystemet står  dalitter eller kasteløse, der regnes for lavere end selv sudraerne. De er ofte de fattigste bønder, slagtere, ufaglærte arbejdere, gadekunstnere, tøjvaskere eller læderarbejdere. Fælles for dem er, at de betragtes som urene erhverv.  
Hvis man rører ved en kasteløs, hedder det at man selv bliver kasteløs i sit næste liv. En anden forklaring på at være kasteløs er, at man har været et dårligt menneske i sit tidligere liv. Derfor er der næsten ingen – rige som fattige – der sætter spørgsmålstegn ved deres plads i de indiske kaster. Det gør selvfølgelig – og har gjort – at der ikke har været særlig mange oprørere mod ordensmagten og Indiens meget stærke klassesystem.
I Indien er diskrimination baseret på kasteforskelle forbudt, men i praksis diskrimineres de lavere kaster og de kasteløse.